# 1996 UEFAスーパーカップ
1996 UEFAスーパーカップは、21回目のUEFAスーパーカップである。便宜上1996となっているが、開催は1997年の1月15日と2月5日である。ユヴェントスが2戦合計9-2で勝利した。

## 試合

### 第1戦
| 1997年1月15日 20:30 CET |

| パリ・サンジェルマンFC | 1–6 | ユヴェントスFC |
| ライー 52分 (pen.)     |     | セルジオ・ポリーニ 4分 · ミケーレ・パドヴァーノ 22分, 40分 · チロ・フェラーラ 33分 · アッティリオ・ロンバルド 83分 · ニコラ・アモルーゾ 88分 |

| パルク・デ・プランス 観客数: 29,519 |

| Paris Saint-Germain | Juventus |

### 第2戦
| 1997年2月5日 20:45 CET |

| ユヴェントスFC                                                            | 3–1 | パリ・サンジェルマンFC |
| アレッサンドロ・デル・ピエロ 36分, 70分 · クリスティアン・ヴィエリ 90+3分 |     | ライー 64分 (pen.)     |

| スタディオ・レンツォ・バルベラ 観客数: 35,100 |

| Juventus | Paris Saint-Germain |